# Mineral Wells (Texas)
Pour les articles homonymes, voir Mineral Wells.
La ville de Mineral Wells est située dans les comtés de Palo Pinto et Parker, dans l’État du Texas, aux États-Unis. Elle comptait 16 788 habitants lors du recensement de 2010.
Son nom se réfère au fait qu'il s'agit d'une station thermale qui fut très en vogue dès les années 1900.

## Culture et patrimoine

### Lieux et monuments
L'hôtel Baker, ouvert de 1929 à 1972 avec 450 chambres, rouvrira en 2022 après une rénovation de 67 millions de dollars.

## Source
- (en) Cet article est partiellement ou en totalité issu de l’article de Wikipédia en anglais intitulé « Mineral Wells, Texas » (voir la liste des auteurs).